# Приор, Жером
Жеро́м Прио́р (фр. Jérôme Prior; 8 августа 1995, Тулон, Франция) — французский футболист, вратарь клуба «Валансьен».

## Карьера
Жером является воспитанником футбольной академии французского «Бордо».
25 августа 2012 года голкипер дебютировал за вторую команду жирондинцев, выступавшую в Национальном дивизионе 2. 22 марта 2014 года Приор впервые попал в заявку на матч Лиги 1 с «Ниццей».
27 мая 2015 года Жером подписал трёхлетний контракт с «Бордо».
15 августа 2015 года Приор дебютировал в чемпионате Франции, выйдя в стартовом составе на игру с «Сент-Этьенном». Спустя пять дней вратарь провёл свою первую еврокубковую встречу в матче квалификационного раунда Лиги Европы против казахстанского «Кайрата».